# South Park
South Park is een Amerikaanse satirische animatieserie, gecreëerd door Trey Parker en Matt Stone. In de Verenigde Staten wordt deze serie sinds 1997 uitgezonden op Comedy Central.
South Park staat bekend om zijn simpele animatiestijl, donkere humor en de taboedoorbrekende onderwerpen. De meeste afleveringen zijn een satire op de (Amerikaanse) samenleving, beroemdheden of onderwerpen die het nieuws beheersen. De tekenfilm is gericht op tieners en volwassenen, en niet op kinderen: geweld, grof taalgebruik en referenties aan seksueel gedrag worden zelden geschuwd.
Het contract met Comedy Central voor nieuwe afleveringen van South Park loopt op dit moment tot en met 2027. Dit is tot seizoen 30.

## Opzet

### Verhaal
De serie gaat over de surrealistische avonturen van vier kinderen: Stan Marsh, Kyle Broflovski, Kenny McCormick en Eric Cartman. Ze wonen in het bergdorpje South Park in de staat Colorado en zijn al jaren boezemvrienden (hoewel Cartman vaak op gespannen voet staat met Kyle). De vier maken in hun omgeving de vreemdste gebeurtenissen mee, variërend van zaken als problemen op school of thuis tot natuurrampen en bovennatuurlijke of buitenaardse bedreigingen.

### Stijl en thematiek
South Park is in de loop der jaren lichtelijk van stijl veranderd. Waren het in de eerdere seizoenen vooral de bizarre en grove humor en avonturen waar de serie het van moest hebben (dingen als bijvoorbeeld het bezoek van aliens of de jaarlijks terugkomende kerstafleveringen), na seizoen 3 wordt South Park wat serieuzer. In de afleveringen komen steeds vaker maatschappelijke problemen en actualiteiten aan bod. De makers laten hun mening doorschemeren door de hoofdpersonen in verschillende avonturen aan de tand te voelen en meestal eindigt een aflevering in een leermoment waar een van de hoofdpersonen tot een nieuw inzicht is gekomen. Dit inzicht representeert de mening van de makers en hoewel South Park allereerst als comedy is bedoeld, gaat het met de toevoeging van deze inzichten de richting op van het maatschappijkritische cabaret. In tegenstelling tot de simpele grove humor zoals voornamelijk in de eerste seizoenen te zien is, wordt er vanaf seizoen 3 ook veel meer gebruikgemaakt van een diepere, meer gelaagde vorm van humor.
Verder zijn er parodieën op films of andere media in de serie te zien. Zo zijn bijvoorbeeld Free Willy, 300, The Lord of the Rings, Scarface, Ocean's 11, Avatar, High School Musical, The Sixth Sense en The Human Centipede, maar ook het populaire multiplayerspel World of Warcraft al een keer als doelwit van de serie gebruikt, evenals televisieseries als The Simpsons, Jersey Shore, Nanny 911, The Dog Whisperer, Family Guy, 24 en Game of Thrones.
Het begin van de serie kende een terugkerende gimmick, de dood van Kenny. In vrijwel iedere aflevering kwam Kenny op een gruwelijke manier om het leven. Ook de reacties daarop van de kinderen waren altijd hetzelfde: Stan riep "Oh my God, they killed Kenny!", waarna Kyle "You bastards!" toevoegde, maar soms roept óf Stan, óf Kyle meteen de hele zin. De volgende aflevering speelde Kenny weer gewoon mee, alsof er niets gebeurd was. In het zesde seizoen was Kenny grotendeels afwezig, nadat hij in seizoen 5 in de aflevering Kenny Dies was omgekomen. Pas aan het eind van het zesde seizoen keerde hij terug, om vervolgens met minder grote regelmaat te sterven.

## Personages
De belangrijkste personages zijn vier jongens van de basisschool South Park Elementary: Stan Marsh, Kyle Broflovski, Eric Cartman (kortweg Cartman genoemd) en Kenny McCormick.
Stan Marsh is vriendelijk en goedaardig. Hij heeft een blauwe muts met een rode pluis erop en een bruin jasje aan. Kyle is het enige Joodse kind uit de groep, iets waar vaak mee gespot wordt. Hij is vaak dramatisch en sceptisch en draagt een groene oesjanka en een oranje houthakkersvest. Cartman is een verwend, racistisch en grofgebekt kind met overgewicht. In de eerste afleveringen is het vooral een verwaand joch, maar vanaf seizoen 3 werd het een ruw, onbeschaafd kind met gevaarlijke ideeën. Hij draagt een lichtblauwe muts met een gele pluis, en een rode oversized trui. Kenny is afkomstig uit een arm gezin en doordat hij een oranje anorak draagt die zijn mond bedekt, is hij nauwelijks te verstaan. In de eerste 5 seizoenen gaat hij in bijna elke aflevering dood, om in de volgende aflevering gewoon weer van de partij te zijn.
Nadat Kenny aan het eind van seizoen 5 "voorgoed" doodging (in de aflevering Kenny Dies), werd hij ongeveer een seizoen lang vervangen door twee andere personages: in het eerste deel van seizoen 6 door Butters Stotch en later door Tweek. In de laatste aflevering van seizoen 6, Red Sleigh Down, keerde Kenny plotseling terug en sindsdien is hij weer een van de hoofdpersonages.
Bijrollen worden onder andere vertolkt door de gezinnen van de personages en hun verwanten, de leerlingen, leraren en medewerkers van de basisschool South Park Elementary.

### Gaststerren
Geregeld komen er bekende personen uit de geschiedenis van de wereld, goddelijke figuren en hedendaagse beroemdheden voor in de serie, waaronder Jezus, Tom Cruise, Angelina Jolie, Sarah Palin, Britney Spears, Ozzy Osbourne, Steve Irwin, Tiger Woods, Michael Jackson en Steve Jobs. Soms worden de gezichten door de makers getekend (bijvoorbeeld Jennifer Lopez), soms wordt een afbeelding van het echte hoofd gebruikt, maar dan van oor tot oor doorkliefd. De ontstane opening dient dan als mond. Onder anderen bij Saddam Hoessein, David Hasselhoff, Mel Gibson en Ben Affleck is dit laatste het geval.

## Locaties

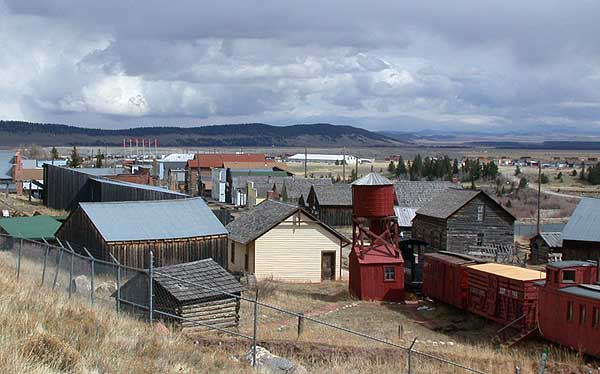
Het dorp Fairplay stond model voor South Park

De serie speelt zich af in het fictieve dorpje South Park in het bestaande gelijknamige graslandgebied South Park, gelegen in de Rocky Mountains in centraal Colorado. Het is een besneeuwd bergdorp en de hoofdlocatie voor bijna alle afleveringen. Enkele vaste locaties in de serie zijn de basisschool, de bushalte, de winkels in de hoofdstraat, de huizen van de personages en de sneeuwachtige omgeving.
South Park is deels gebaseerd op Fairplay, dat in hetzelfde gebied ligt als het fictieve dorpje en er een aantal overeenkomsten mee vertoont. Het is echter niet dezelfde plaats: Fairplay is kleiner dan South Park, en het blijkt bovendien meer een buitenwijk te zijn dan een zelfstandig dorp. Bovendien noemt Gerald Broflovski de plaats in de aflevering Night of the Living Homeless, hij zegt dan dat Fairplay "4 mijl (ca. 6,5 km) hiervandaan" zou liggen.

## Afleveringen
Sinds het begin van de animatieserie in augustus 1997 zijn er 319 afleveringen gemaakt, verdeeld over 25 seizoenen. Voordat de serie van start ging, werden onder de naam The Spirit of Christmas al twee animatiefilms uitgebracht: in deze twee korte filmpjes, Jesus vs. Frosty (1992) en Jesus vs. Santa (1995), komen personages voor die sterke gelijkenis vertonen met de hoofdpersonages uit de animatieserie en ze worden gezien als voorloper van de serie.
| Seizoen | Afleveringen | Oorspronkelijke uitzendperiode | Oorspronkelijke uitzendperiode |
| Seizoen | Afleveringen | Eerste uitzending              | Laatste uitzending             |
| ------- | ------------ | ------------------------------ | ------------------------------ |
| 1       | 13           | 13 augustus 1997               | 25 februari 1998               |
| 2       | 18           | 1 april 1998                   | 20 januari 1999                |
| 3       | 17           | 7 april 1999                   | 12 januari 2000                |
| 4       | 17           | 5 april 2000                   | 20 december 2000               |
| 5       | 14           | 20 juni 2001                   | 12 december 2001               |
| 6       | 17           | 6 maart 2002                   | 11 december 2002               |
| 7       | 15           | 19 maart 2003                  | 17 december 2003               |
| 8       | 14           | 17 maart 2004                  | 15 december 2004               |
| 9       | 14           | 9 maart 2005                   | 7 december 2005                |
| 10      | 14           | 22 maart 2006                  | 15 november 2006               |
| 11      | 14           | 7 maart 2007                   | 14 november 2007               |
| 12      | 14           | 12 maart 2008                  | 19 november 2008               |
| 13      | 14           | 11 maart 2009                  | 18 november 2009               |
| 14      | 14           | 17 maart 2010                  | 17 november 2010               |
| 15      | 14           | 27 april 2011                  | 16 november 2011               |
| 16      | 14           | 14 maart 2012                  | 7 november 2012                |
| 17      | 10           | 25 september 2013              | 11 december 2013               |
| 18      | 10           | 24 september 2014              | 10 december 2014               |
| 19      | 10           | 16 september 2015              | 9 december 2015                |
| 20      | 10           | 14 september 2016              | 7 december 2016                |
| 21      | 10           | 13 september 2017              | 6 december 2017                |
| 22      | 10           | 26 september 2018              | 12 december 2018               |
| 23      | 10           | 25 september 2019              | 11 december 2019               |
| 24      | 4            | 30 september 2020              | 16 december 2021               |
| 25      | 8            | 2 februari 2022                | 13 juli 2022                   |
| 26      | 6            | 8 februari 2023                | 29 maart 2023                  |
| 27      |              | 23 juli 2025                   |                                |

## Productie

### Animatie

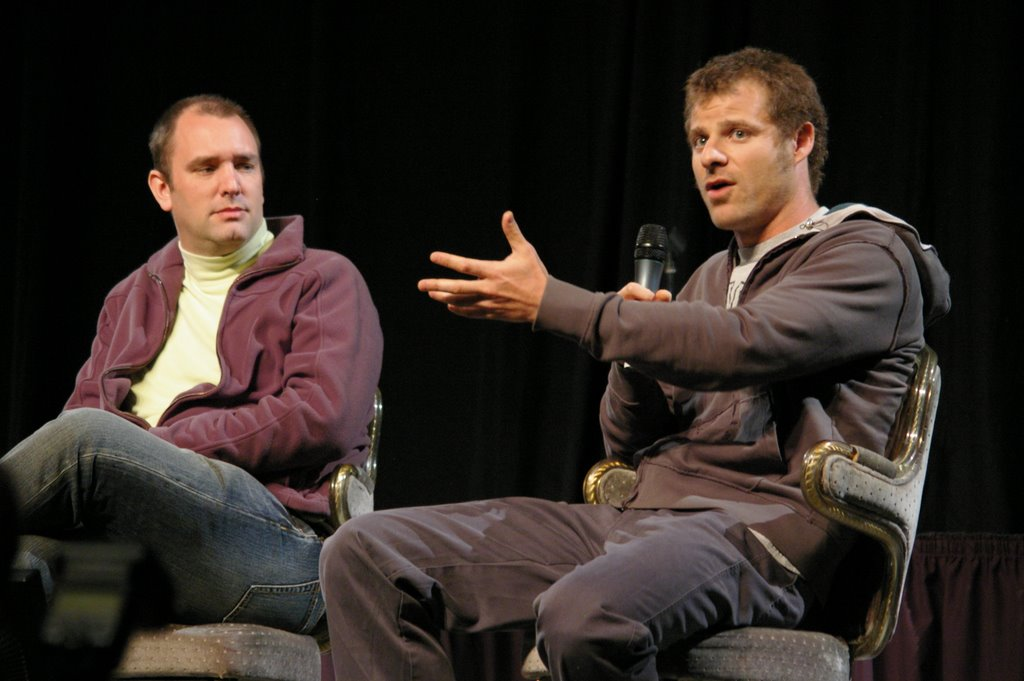
Trey Parker (l) en Matt Stone (r), de makers van South Park, in 2007

South Parks succes is gedeeltelijk te danken aan zijn simpele animatiestijl. De eerste aflevering bestond volledig uit cutout-animatie, waarbij uitgeknipte figuurtjes beeldje voor beeldje voor een achtergrond worden bewogen. Volgens Trey Parker en Matt Stone werden zij geïnspireerd door Terry Gilliams animaties voor Monty Python's Flying Circus. In de loop van de tijd is de animatie toch iets gedetailleerder geworden, mede om grappen beter uit de verf te doen laten komen. Getekende explosies werden later in de serie vervangen door ingewikkeldere en waarheidsgetrouwe explosies. Sommige afleveringen, waaronder Tweek vs. Craig en Mr. Garrison's Fancy New Vagina, bevatten zelfs gedeeltelijk camerabeelden.
Tegenwoordig wordt CorelDRAW gebruikt voor het ontwerpen van de personages, en Maya om de personages te animeren. Door de simpele animatie kost het maken van een South Park-aflevering gemiddeld zes dagen, tegen zes tot acht maanden voor een Simpsons-aflevering. Hierdoor kan beter op de actualiteit worden ingespeeld, zoals dat bijvoorbeeld gebeurde in de aflevering About Last Night..., kort na de Amerikaanse presidentsverkiezingen in 2008.

### Stemmen en muziek
De stemmen van de meeste personages worden ingesproken door Parker en Stone, met uitzondering van onder andere Chef, Tolkien, Towelie, Mr. Slave en de meeste vrouwelijke personages. Deze werden eerst gedaan door Mary Kay Bergman, maar na haar zelfmoord op 11 november 1999 werd dit overgenomen door Eliza Schneider. De stemmen worden na de opnames verhoogd om ze kinderlijker te laten lijken.
Vaak worden de stemmen van beroemdheden ("zwakjes", zoals de makers het zelf noemen in de openingscredits) nagedaan door Parker en Stone, maar een enkele keer spreekt een beroemdheid zelf een stem in. Zo verzorgden Robert Smith van The Cure, Elton John en Radiohead hun eigen stem. George Clooney sprak in de aflevering Big Gay Al's Big Gay Boat Ride de stem in van Stans homoseksuele hond Sparky. Jennifer Aniston sprak in de aflevering Rainforest Shmainforest de stem in van de actievoerster die de schoolklas begeleidde.
De titelsong wordt gezongen door Les Claypool, de zanger van de alternatieve-rockgroep Primus.

## Ontvangst

### Prijzen en nominaties
South Park is in totaal 12 keer genomineerd voor een Emmy Award in de categorie Primetime Emmy Award for Outstanding Animated Program (voor programma's korter dan een uur), waarvan er vier werden gewonnen. De volgende afleveringen zijn ooit genomineerd:
- Big Gay Al's Big Gay Boat Ride (1998)
- Chinpokomon (2000)
- Osama Bin Laden Has Farty Pants (2002)
- It's Christmas in Canada (2004)
- Best Friends Forever (2005, gewonnen)
- Trapped in the Closet (2006)
- Make Love, Not Warcraft (2007, gewonnen)
- Margaritaville (2009, gewonnen)
- Crack Baby Athletic Association (2011)
- Raising The Bar (2012, gewonnen)
- Black Friday (2013)
- Freemium Isn't Free (2014)

South Park is ook één keer genomineerd voor een Emmy Award in de categorie Outstanding Animated Program for One Hour or More (voor programma's van een uur of langer), die ook gewonnen werd. Het ging om de drie afleveringen Imaginationland, Imaginationland Episode II en Imaginationland Episode III, die samen een trilogie vormen.